# Emily Shinner
Emily Shinner (Cheltenham, 7 de juliol de 1862 - 17 de juliol de 1901) fou una violinista anglesa.
Fou deixebla de Heinrich Jacobsen i Joseph Joachim a Berlín. durant la seva carrera artística en el món anglès assolí un prestigi molt considerable.
El 1887 organitzà un quartet de corda, femení, que arribà assolir a Londres gran anomenada.